# Nicholas Wadada
Nicholas Wadada (Lugazi, 15 agosto 1992) è un calciatore ugandese, difensore dell'Azam.

## Carriera

### Club
Ha giocato nella prima divisione ugandese ed in quella tanzaniana.

### Nazionale
Ha esordito in nazionale nel 2012, venendo poi convocato per la Coppa d'Africa 2017.